# Consorti dei sovrani di Holstein-Gottorp
Vedi anche: Duchi di Holstein-Gottorp
Le Duchesse di Holstein-Gottorp furono le consorti dei sovrani di Holstein-Gottorp. 

## Duchessa consorte di Schleswig e Holstein in Gottorp, 1544–1713
| Immagine | Nome                         | Padre                                             | Nascita          | Matrimoni        | Diventò Duchessa | Cessò di essere Duchessa         | Morte            | Consorte          |
| -------- | ---------------------------- | ------------------------------------------------- | ---------------- | ---------------- | ---------------- | -------------------------------- | ---------------- | ----------------- |
|          | Cristina d'Assia             | Filippo I, Langravio d'Assia (Assia)              | 29 giugno 1543   | 17 dicembre 1564 | 17 dicembre 1564 | 1º ottobre 1586 morte del marito | 13 maggio 1604   | Adolfo            |
|          | Augusta di Danimarca         | Federico II di Danimarca (Oldenburg)              | 8 aprile 1580    | 30 agosto 1596   | 30 agosto 1596   | 31 marzo 1616 morte del marito   | 5 febbraio 1639  | Giovanni Adolfo   |
|          | Maria Elisabetta di Sassonia | Giovanni Giorgio I, Elettore di Sassonia (Wettin) | 22 novembre 1610 | 21 febbraio 1630 | 21 febbraio 1630 | 10 agosto 1659 morte del marito  | 24 ottobre 1684  | Federico III      |
|          | Federica Amalia di Danimarca | Federico III di Danimarca (Oldenburg)             | 11 aprile 1649   | 24 ottobre 1667  | 24 ottobre 1667  | 6 gennaio 1695 morte del marito  | 30 ottobre 1704  | Cristiano Alberto |
|          | Edvige Sofia di Svezia       | Carlo XI di Svezia (Palatinato-Zweibrücken)       | 26 giugno 1681   | 12 maggio 1698   | 12 maggio 1698   | 19 luglio 1702 morte del marito  | 22 dicembre 1708 | Federico IV       |

## Duchessa consorte di Holstein-Gottorp, dal 1713
| Regnante Duchessa consorte di Holstein-Gottorp, 1713–1773 |                                           |                                                                      |                   |                   |                                    |                                   |                  |                     |
| Immagine | Nome                                      | Padre                                                                | Nascita           | Matrimoni         | Diventò Duchessa                   | Cessò di essere Duchessa          | Morte            | Consorte            |
| | Anna Petrovna di Russia                   | Pietro I di Russia (Romanov)                                         | 27 gennaio 1708   | 22 novembre 1724  | 22 novembre 1724                   | 4 marzo 1728                      | 4 marzo 1728     | Carlo Federico      |
| | Sofia di Anhalt-Zerbst                    | Cristiano Augusto, Principe di Anhalt-Zerbst (Ascania)               | 2 maggio 1729     | 21 agosto 1745    | 21 agosto 1745                     | 17 luglio 1762 morte del marito   | 17 novembre 1796 | Carlo Pietro Ulrico |
| Titolare Duchessa consorte di Holstein-Gottorp |                                           |                                                                      |                   |                   |                                    |                                   |                  |                     |
| | Guglielmina d'Assia-Darmstadt             | Luigi IX, Langravio d'Assia-Darmstadt (Assia-Darmstadt)              | 25 giugno 1755    | 29 settembre 1773 | 29 settembre 1773                  | 15 aprile 1776                    | 15 aprile 1776   | Paolo I             |
| | Sofia Dorotea di Württemberg              | Federico II Eugenio, Duca di Württemberg (Württemberg)               | 25 ottobre 1759   | 26 settembre 1776 | 26 settembre 1776                  | 23 marzo 1801 morte del marito    | 5 novembre 1828  | Paolo I             |
| | Luisa Maria di Baden                      | Carlo Luigi, Principe Ereditario di Baden (Zähringen)                | 24 gennaio 1779   | 28 settembre 1793 | 23 marzo 1801 ascesa del marito    | 1º dicembre 1825 morte del marito | 16 maggio 1826   | Alessandro I        |
| | Joanna Grudzińska                         | Antoni Grudziński                                                    | 17 maggio 1795    | 27 maggio 1820    | 1º dicembre 1825 ascesa del marito | 27 giugno 1831 morte del marito   | 17 novembre 1831 | Costantino I        |
| | Carlotta di Prussia                       | Federico Guglielmo III di Prussia (Hohenzollern)                     | 13 luglio 1798    | 13 luglio 1817    | 1º dicembre 1825 ascesa del marito | 2 marzo 1855 morte del marito     | 1º novembre 1860 | Nicola I            |
| | Maria d'Assia e del Reno                  | Luigi II, Granduca d'Assia (Assia e del Reno)                        | 8 agosto 1824     | 16 aprile 1841    | 2 marzo 1855 ascesa del marito     | 8 giugno 1880                     | 8 giugno 1880    | Alessandro II       |
| | Dagmar di Danimarca                       | Cristiano IX di Danimarca (Schleswig-Holstein-Sonderburg-Glücksburg) | 26 novembre 1847  | 9 novembre 1866   | 13 marzo 1881 ascesa del marito    | 1º novembre 1894 morte del marito | 13 ottobre 1928  | Alessandro III      |
| | Alice d'Assia e del Reno                  | Luigi IV, Granduca d'Assia (Assia e del Reno)                        | 6 giugno 1872     | 26 novembre 1894  | 26 novembre 1894                   | 17 luglio 1918 morte del marito   | minuti dopo      | Nicola II           |
| | Vittoria Melita di Sassonia-Coburgo-Gotha | Alfredo, duca di Sassonia-Coburgo-Gotha (Sassonia-Coburgo e Gotha)   | 25 novembre 1876  | 8 ottobre 1905    | 17 luglio 1918 ascesa del marito   | 2 marzo 1936                      | 2 marzo 1936     | Cirillo I           |
| | Leonida Georgievna Bagration-Moukhransky  | Principe Giorgio Bagration di Mukhrani (Mukhrani)                    | 23 settembre 1914 | 13 agosto 1948    | 13 agosto 1948                     | 21 aprile 1992 morte del marito   | 23 maggio 2010   | Vladimiro I         |
| L'accordo usuale (fonti includono: Stair Sainty, Theroff) è che l'erede è il figlio non-dinastico del Granduca Dimitri, unico figlio maschio del Granduca Paolo, il più giovane dei fratelli di Alessandro III. Questo erede è non-dinastico nel senso russo, ma il Casato degli Oldenburg non aveva restrizioni piene contro i matrimoni disuguali, e lo Schleswig, dove il (una volta sovrano) Schloss Gottorf è localizzato, non è mai stato parte del Sacro Romano Impero e sotto la sua giurisdizione. Questi eredi vivono negli USA e non hanno sostenuto una pretesa pubblica per titoli. Se il matrimonio del Granduca Dmitri con Audrey Emery è considerato inaccettabile per la successione titolare dell'Holstein, la domanda che si pone è quale dei vari rami Romanov sarà accettato. Presumibilmente, i matrimoni con contesse e principesse sono almeno accettabili, ed esistono quindi eredi in linea maschile. Tuttavia, se tutti i matrimoni ritenuti morganatici per gli standard russi sono inaccettabili per la successione di Gottorp, il prossimo nella linea di successione è Anton Gunther, Duca di Oldenburg, che è l'attuale capo del ramo che discende da Cristiano Augusto, Principe di Holstein-Eutin, il fratello minore del Duca Federico IV. Egli rivendica già il defunto Granducato di Oldenburg. |                                           |                                                                      |                   |                   |                                    |                                   |                  |                     |
| | Angelica Philippa Kauffmann               | -                                                                    | 21 giugno 1932    | 1º ottobre 1952   | 21 aprile 1992 ascesa del marito   | 10 febbraio 2004 morte del marito | -                | Paolo II            |
| | Martha Murray McDowell                    | -                                                                    | 15 giugno 1952    | 22 settembre 1979 | 10 febbraio 2004 ascesa del marito | IN CARICA                         | -                | Dimitri I           |